# تیراندازی در المپیک تابستانی ۱۹۶۴

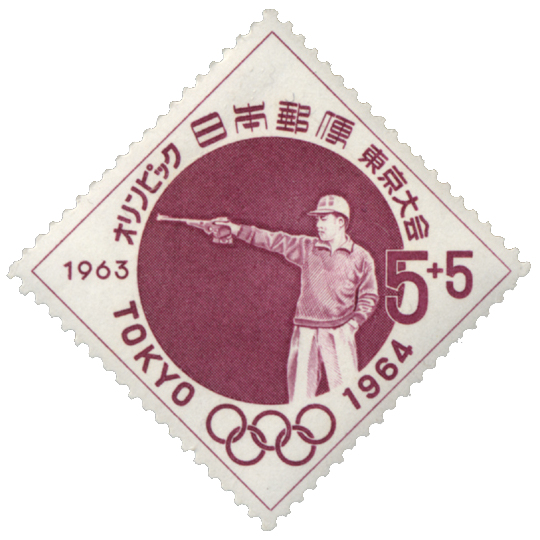
عکسی از مسابقات تیراندازی در بازی های المپیک تابستانی ۱۹۶۴

تیراندازی در بازی‌های المپیک تابستانی ۱۹۶۴ نام رویداد ورزش تیراندازی در بازی‌های المپیک تابستانی بود که در سال ۱۹۶۴ برگزار شد. این مسابقات از شش بخش تشکیل شده بود که در توکیو، زاپن برگزار شد.

## جدول مدال‌ها
| رتبه | کشور                | طلا | نقره | برنز | مجموع |
| ۱    | ایالات متحده آمریکا | ۲   | ۲    | ۳    | ۷     |
| ۲    | فنلاند              | ۲   | ۰    | ۰    | ۲     |
| ۳    | مجارستان            | ۱   | ۰    | ۱    | ۲     |
| ۴    | ایتالیا             | ۱   | ۰    | ۰    | ۱     |
| ۵    | اتحاد شوروی         | ۰   | ۲    | ۰    | ۲     |
| ۶    | بلغارستان           | ۰   | ۱    | ۰    | ۱     |
| ۶    | رومانی              | ۰   | ۱    | ۰    | ۱     |
| ۸    | چکسلواکی            | ۰   | ۰    | ۱    | ۱     |
| ۸    | ژاپن                | ۰   | ۰    | ۱    | ۱     |